# Pavillon Roger-Gaudry
Le pavillon Roger-Gaudry est l'édifice principal de l'Université de Montréal, situé au 2900 boulevard Édouard-Montpetit sur la colline Outremont à Montréal. Construit entre 1928 et 1943, il est conçu par Ernest Cormier. 
C'est le premier édifice construit par l’Université de Montréal, après son autonomie de l’Université Laval en 1920. 
Les plans d’aménagement du campus sont commandés, en novembre 1925, à l’architecte Cormier. La construction du bâtiment se fait en deux phases, soit 1928-1931 et 1941-1942, en raison de la Grande Dépression et de la Seconde Guerre mondiale.
La conception est influencée par les Beaux-Arts ainsi que par l'architecture moderne, en particulier l'Art déco. L'édifice est dominé par une tour horloge centrale de 22 étages.
Il est directement relié à la station de métro Université-de-Montréal, ouverte en 1988. En 2003, il est nommé en l’honneur du Roger Gaudry, premier recteur laïc de l'université.
Il est considéré comme la plus grande réalisation de Cormier.
En 2009, des nichoirs artificiels sont installés au sommet de l'édifice après que des faucons pèlerins aient été aperçus dans les alentours deux ans auparavant. Depuis leur installation, des dizaines de fauconneaux y sont nés. 